# Procédé Monsanto
Le procédé Monsanto est un procédé chimique pour produire l'acide acétique de manière industrielle. La réaction de synthèse est la carbonylation du méthanol à l'aide d'un catalyseur à base de rhodium et d'un promoteur iodique. 
CH3OH  +  CO → CH3COOH
Ce procédé a supplanté le procédé Reppe utilisé par BASF dans les années 1960 par sa meilleure sélectivité et ses conditions opératoires plus accessibles : le rendement en acide par rapport au méthanol et au monoxyde de carbone est de 99 % et de 90 % respectivement à la pression atmosphérique. Toutefois la pression habituelle de travail est de 30-60 bars et la température de réaction se situe entre 150-200 °C. Un autre avantage de ce procédé est son insensibilité à l'hydrogène, ce qui évite les réactions parallèles et la formation d'acide propionique ou de méthane. La réaction a lieu dans un solvant mixte eau/acide acétique.
Au XXIe siècle, ce procédé est délaissé au profit du procédé Cativa qui offre des améliorations tant économiques qu'écologiques.

## Mécanisme
Le mécanisme réactionnel montre une première liaison entre le catalyseur au rhodium et le promoteur iodé (en principe le iodure de méthyle), puis le transfert du groupe méthyle sur une des molécules de monoxyde de carbone présents comme ligand. Un échange de ligands libère l'iodure d'acétyle qui réagit avec l'eau pour former l'acide acétique et l'acide iodhydrique qui génère le iodure de méthyle en présence de méthanol.